# Manga
| Imagine indisponibilă |  | Imagine indisponibilă |
| Figuri de manga       |  |                       |

Manga (漫画) este cuvântul japonez pentru benzi desenate (uneori folosindu-se, de asemenea, și komikku コミック). În afara Japoniei, termenul este utilizat strict pentru benzile desenate de origine japoneză. De obicei, aceste desene cuprind chipuri cu ochi mari și personaje cu capete imense (caricaturi).

## Istoric
Manga este creată dintr-un amestec între arta japoneză ukiyo-e și stiluri străine de desenat, și a preluat forma prezentă la puțin timp după cel de-Al Doilea Război Mondial. Constă în principal din desene alb-negru, în afară de coperți și câteodată primele câteva pagini; în unele cazuri, este colorată integral.
Manga-urile sunt desene realizate pe secvențe, așa cum sunt benzile desenate americane. Primele astfel de scroluri în care regăsim desene combinate cu text pentru a spune o poveste au apărut, într-adevăr, în Japonia medievală, însă erau lucrări produse pentru elite, nu pentru mase.
Abia la sfârșitul secolului al XVIII-lea apar primele forme de manga. Manga-urile iau acum forma unor cărți pentru adulți unde textul era ajutat de imagini pentru a completa povestea. Aceste volume se numeau kibyôshi și cuprindeau o serie extrem de variată de subiecte și genuri, cum ar fi umorul, drama, fantezia sau chiar pornografia etc.
Aceste volume erau extrem de populare, însă, din cauza cenzurii impuse de guvernul japonez, kibyôshi dispar. Deși există multe asemănări între kibyôshi și manga, cele dintâi lucrări nu sunt considerate ca fiind singurul strămoș pe care îl are manga. Un strămoș mai direct al manga-urilor moderne sunt benzile desenate americane.

## Clasificare

### Demografia publicului cititor
Spre deosebire de SUA și Europa, unde benzile desenate erau considerate ca fiind adresate copiilor, idee de care se încearcă o detașare în ultimii ani, în Japonia, manga-urile s-au adresat unor categorii de vârstă mai largi, ajungând să fie citite atât de copii și adolescenți, cât și de adulți, creându-se astfel edituri specializate adresate unui public-țintă. Denumirile japoneze pentru aceste categorii de vârstă au ajuns să fie folosite și în Vest, în privința manga-urilor, ele fiind următoarele: 
- Kodomo – adresate copiilor
- Shōjo – fete tinere și adolescente
- Shōnen – băieți și adolescenți
- Josei / Redisu / Redikomi – adresate tinerelor femei cu vârste între 18-30, fiind citite totuși și de bărbați
- Seinen – bărbaților tineri cu vârste cuprinse între 18-30, dar ajungându-se la un public de până la 40 de ani

Emoții de manga

### Genuri

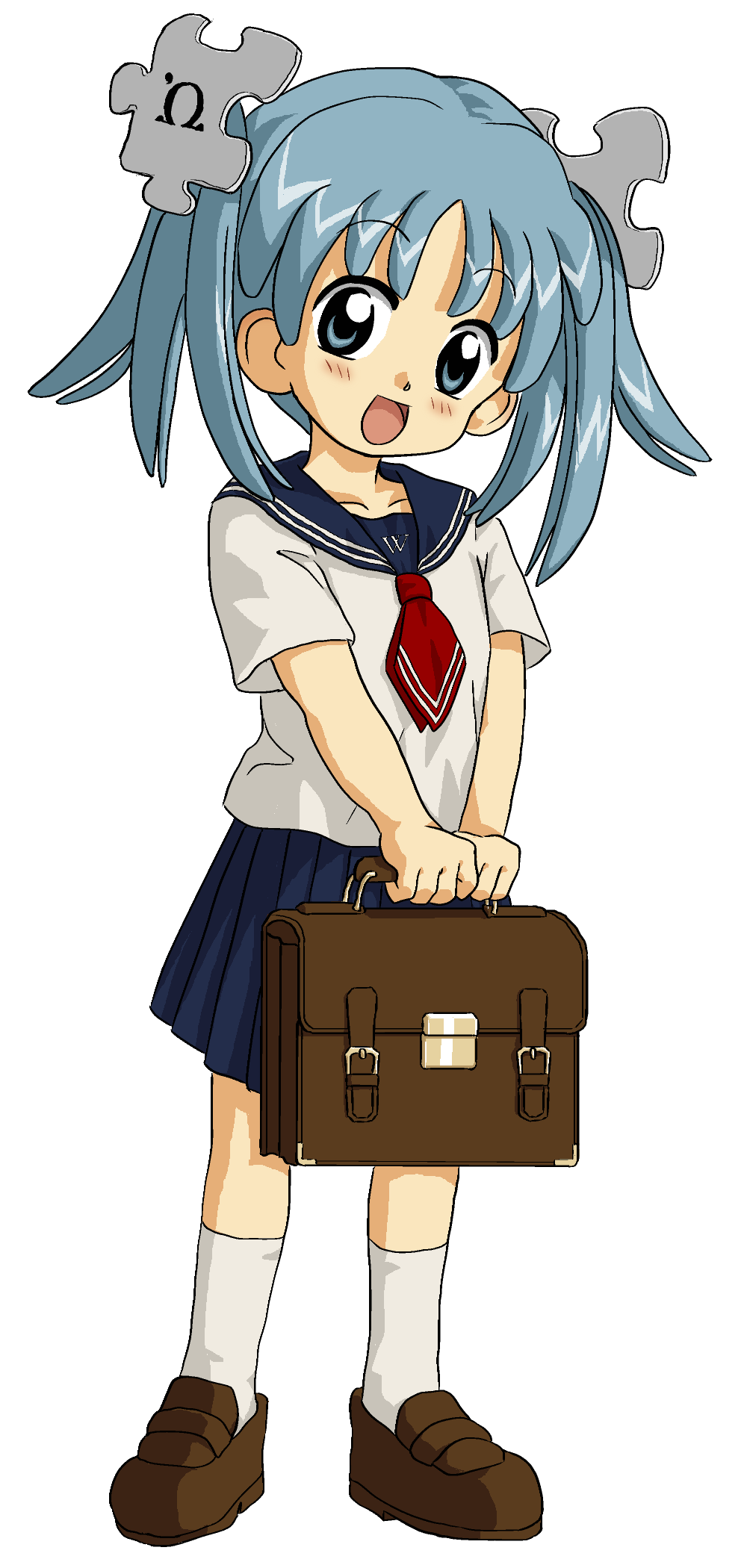
Wikipe-tan sailor

Datorită acoperirii unui sector mai mare de piață, seriile manga au ajuns să dezvolte un număr mare de subiecte și teme, dintre care câteva dintre cele mai des întâlnite sunt:
- Acțiune
- Aventură
- Romantism
- Sport și jocuri – întreceri sportive
- Drame istorice
- Groază
- Științifico-fantastic și fantezie
- Mister
- Comedie
- Sexualitate
- Afaceri și comerț
- Mahō shōjo – literalmente, fată magică
- Jidaimono / istorice
- Robot / Mecha
- Ecchi – conținut ușor erotic sau glume cu tentă sexuală
- Hentai – conținut pornografic, chiar pervers
- Yuri – iubire între persoane de sex feminin, uneori cu conținut pornografic
- Yaoi – iubire între persoane de sex masculin, uneori cu conținut pornografic
- Slice of life – firul narativ n-are vreun punct de plecare sau vreo idee centrală clară

### Teme:
- autoturisme
- demoni (în general, din mitologia și folclorul nipone, dar se poate și din alte universuri)
- harem
- artele marțiale
- armată
- muzică
- parodie
- poliție
- josei
- samurai
- yaoi/yuri
- Sci-Fi
- vampiri
- școală
- isekai
- drama
- psihologic
- școală
- spațiul cosmic
- istoric

Diversitatea temelor și subiectelor întâlnite în manga, combinate cu popularitatea lor în Japonia au condus la o vastă adaptare a celor mai de succes titluri, sub diverse forme, cum ar fi: anime-uri, filme, seriale, jocuri. Trebuie observat totuși faptul că fenomenul este reciproc, seriile anime de succes, precum și jocuri populare fiind adesea transformate în serii manga.

## Traduceri în limba română
În prezent, au fost traduse 8 serii manga (incomplet) și două one-shot-uri de către editurile Nemira, în colecția Nezumi, și Alice Books, în colecția Graphic Novels. Acestea sunt, în ordinea lansării primelor volume:
| Nume                            | Autor                                  | Nr. volume traduse | Tip      | Editură     | Data traducerii   |
| ------------------------------- | -------------------------------------- | ------------------ | -------- | ----------- | ----------------- |
| Regatele Ruinei                 | Yoruhashi                              | 5                  | Serie    | Nemira      | 1 septembrie 2022 |
| Mireasa Străvechiului Mag⁠(d)    | Yamazaki Koré                          | 8                  | Serie    | Nemira      | 1 septembrie 2022 |
| Lecții de vals                  | Kikori Morino                          | 2                  | Serie    | Nemira      | 10 februarie 2023 |
| Shino nu își poate spune numele | Oshimi Shuzo                           | -                  | One-shot | Nemira      | 5 mai 2023        |
| Minciuna ta din aprilie         | Naoshi Arakawa                         | 4                  | Serie    | Nemira      | 1 septembrie 2023 |
| Atacul Titanilor                | Hajime Isayama                         | 10                 | Serie    | Nemira      | 1 septembrie 2023 |
| Atelierul Vrăjitoarelor         | Kamome Shirahama                       | 4                  | Serie    | Nemira      | 18 octombrie 2023 |
| Justițiarii din Tokio           | Ken Wakui                              | 8                  | Serie    | Nemira      | 18 octombrie 2023 |
| Fata de Dincolo: Siúil, a Rún   | Nagabe                                 | 2                  | Serie    | Nemira      | 9 octombrie 2024  |
| Dezumanizat (Manga)             | Repovestire și ilustrații de Itō Chika | -                  | One-shot | Alice Books | 24 martie 2025    |